# Spiralophantes mirabilis
Spiralophantes mirabilis är en spindelart som beskrevs av Andrei V. Tanasevitch och Michael Ilmari Saaristo 2006. Spiralophantes mirabilis ingår i släktet Spiralophantes och familjen täckvävarspindlar.
Artens utbredningsområde är Nepal. Inga underarter finns listade i Catalogue of Life.